# Annita de Castilho e Marcondes Cabral
Annita de Castilho e Marcondes Cabral (Novo Horizonte, 11 de julho de 1911 – São Paulo, 1991) foi uma psicóloga brasileira, criadora do curso de Psicologia da Universidade de São Paulo.

## Biografia
Nascia no interior de São Paulo, na cidade de Novo Horizonte, Annita se mudou para a capital paulista aos seis anos de idade. No início da década de 1920, iniciou seus estudos no Instituto de Educação Caetano de Campos. Já como professora, trabalhou com Noemy Silveira Rudolfer, no Instituto de Psicologia Aplicada e entre 1931 e 1932, realizou o Curso de Aperfeiçoamento Pedagógico. 
Foi nomeada professora da escola mista, do bairro de Santo Antonio, em São Roque, em 1932, porém não assumiu devido à nomeação para o Serviço de Psicologia Aplicada, que viria a se tornar o Laboratório de Psicologia Educacional, do Instituto de Educação da USP. Annita permaneceu no cargo, na Seção de Medidas Mentais, até 1935, onde coordenou atividades de estágio ligadas à aplicação de técnicas de exames psicológicos, além de participar e conduzir pesquisas e ministrar o curso de Psicologia Educacional.
Ingressou na Faculdade de Filosofia, Ciências e Letras (FFCL), da Universidade de São Paulo, formando-se em Filosofia em 1938 com distinção na primeira turma da instituição. Em 1939, exerceu o cargo de Primeira Assistente das duas cadeiras de Sociologia da FFCL. No final da década de 1930 e início de 1940 foi Assistente da Cadeira de Psicologia, no Curso de Filosofia, então sob a direção de Jean Maugüé e em 1941 recebeu bolsa de estudos da Latin American Fellowschip do Smith College, Northampton, Massachusetts, nos Estados Unidos. Estou Psicologia Experimental com J.J. Gibson e Psicologia da Gestalt com Kurt Koffka e Fritz Heider. 
Sob orientação de Max Wertheimer, na Graduate Faculty, Annita desenvolveu e defendeu sua dissertação de mestrado intitulada "Memória das Formas". Ampliou este trabalho, transformando-o em sua tese de doutorado intitulada "O conflito dos resultados dos experimentos sobre a memória das formas", defendida em 1945 na FFCL/USP sob orientação de Roger Bastide.
Ainda em 1945, Annita foi nomeada Primeira Assistente de Otto Klineberg, que dirigiu a Cadeira de Psicologia até 1947, quando retornou para a Columbia University; com sua partida, Annita foi contratada para assumir a Cadeia III de Psicologia na qual permaneceu até 1968. Klineberg incentivou Annita a criar a Sociedade de Psicologia de São Paulo, atual Associação de Psicologia de São Paulo (ASPSP), da qual foi presidente entre os anos de 1948 a 1949.

## O curso de Psicologia da USP
Idealizador e fundadora do Curso de Psicologia na USP, proposto para a Congregação da Faculdade de Filosofia, Ciências e Letras, em 1953, foi responsável pela formação de seus alunos como pesquisadores, incentivando-os a ir para o exterior com a finalidade de completarem sua formação. O curso começou a ser desenhado com a criação de linhas de pesquisa na Cadeira de Psicologia da Seção de Filosofia, o que se deu em um ambiente hostil, pois havia uma mulher chefiando o grupo de pesquisa e pelo fato de a Cadeira de Psicologia pertencer ao Curso de Filosofia cujas disciplinas não possuíam um perfil nos moldes da ciência de então. O parecer favorável foi dado em 16 de dezembro do mesmo ano. 
Mas a criação efetiva do curso se deu apenas em 1957, Lei nº 3.862, de 28 de maio daquele ano. O curso possuía as cadeiras de Psicologia Educacional (Curso de pedagogia) e de Psicologia (Curso de Filosofia), sendo que esta se desdobrou em Psicologia Clínica e Psicologia Experimental e Social. Durante a década de 1950, Annita realizou várias atividades como a organização do I Congresso Brasileiro de Psicologia, ocorrido em 1953. Participou de associações como a American Sociological Association, em 1950 e a Sociedade Interamericana de Psicologia em 1954.
Foi responsável pela criação da revista Boletim de Psicologia, em 1954 e criou a Especialização em Psicologia Clínica, com o auxílio de Durval Marcondes, Aníbal Silveira e Cícero Cristhiano de Souza. Foi conselheira da Secretaria de Educação entre os anos de 1955 a 1956 e presidente da Associação Brasileira de Psicólogos no período de 1957 a 1958.
Junto de outros profissionais da área de psicologia, criou um anteprojeto de criação dos Cursos de Psicologia e da Regulamentação da Profissão de Psicólogos, encaminhado ao Ministério da Educação (MEC) em novembro de 1953. Depois de várias indas e vindas do projeto nos anos seguintes e de sua reformulação, foi promulgada a a Lei 4.119 de 27 de agosto de 1962, que regulamentou a profissão de psicólogo e criou cursos de Psicologia em várias universidades do país. 
Annita dedicou-se a melhorar e profissionalizar o Curso de Psicologia, a partir da década de 1960, com desenvolvimento de oficinas, contratação de analistas, instalação de laboratórios, criando um Serviço de Psicologia Clínica e fundando o Jornal Brasileiro de Psicologia. Em 1968, com a reforma universitária e a extinção das cátedras, muitos alunos, alguns deles assistentes de Annita, a pressionaram para renunciar à Cadeira de Psicologia, que ela ocupava informalmente, visto não ter feito concurso para livre-docente, acusando-a de despotismo, e solicitaram sua demissão da universidade. Annita renunciou à Cátedra, que foi transformada no Departamento de Psicologia Social e Experimental, continuando por quase dois anos no Instituto de Psicologia como professora assistente do Departamento de Psicologia Educacional, a convite de Arrigo Angelini. 

## Morte
Annita afastou-se da universidade em 1970 e faleceu em 1991, na capital paulista.